# 阿剌兀思剔吉忽里
阿剌兀思·剔吉忽里（?—?），蒙古帝国开国功臣、军事人物。汪古部首领，又译阿剌忽失的吉惕忽里。
“阿剌兀思”为名，“剔吉”、“忽里”均为官号，一说“剔吉”为突厥语“特勤”之音变，“忽里”为金官职“忽鲁”之音变，为“统数部之长”。
阿剌兀思剔吉忽里世为部长，率部驻牧阴山北金朝边壕一带（今内蒙古大青山以北）。原臣服于金朝，隶属于西北路招讨司，为金朝驻守净州（今内蒙古四子王旗西北）北边壕。1203年，乃蛮部太阳罕密约其联兵夹攻蒙古部，他没有答允，并以其谋告知铁木真，遂互结“安答”（义兄弟、盟友）。次年，并助成吉思汗灭乃蛮。1206年，蒙古帝国建国后，被封为千户长（蒙古第88位开国功臣），受命管领汪古部五千户，娶成吉思汗女阿剌海公主。元太祖六年（1211年）引蒙古军南出界垣，作为蒙古的向导。之后奉命留镇本部，后被汪古部反对归镇的人所杀。后追封为高唐王,諡忠武。有三子：不颜昔班、孛要合，侄子镇国。

## 延伸阅读
[在维基数据编辑]
 《元史/卷118》，出自宋濂《元史》
 《新元史/卷116》，出自柯劭忞《新元史》